# Harpye fourchue
Furcula furcula
Espèce
La Harpye fourchue, Furcula furcula, est un lépidoptère appartenant à la famille des Notodontidae.

## Description
- Répartition : de l’Europe au nord de l’Iran.
- Taille de l'aile antérieure : 10 à 13 mm.
- Période de vol : d’avril à août en fonction des régions en une ou deux générations.
- Habitat : forêts jusqu’à 2 300 m.
- Plantes-hôtes : Salix, Betula, Populus.

## Source
- P.C. Rougeot, P. Viette, Guide des papillons nocturnes d'Europe et d'Afrique du Nord, Delachaux et Niestlé, Lausanne 1978.